# 瓊斯鎮區 (阿肯色州格林縣)
瓊斯鎮區（英語：Jones Township）是位於美國阿肯色州格林縣的一個行政鎮區。

## 地方資料
瓊斯鎮區的面積為156.03平方千米，當中陸地面積為155.75平方千米，而水域面積為0.28平方千米。根據2010年美國人口普查的數據，當地共有人口458人，而人口密度為每平方千米2.94人。